# Florence Crauford Grove
Florence Crauford Grove (* 1838; † 1902) war ein britischer Bergsteiger des 19. Jahrhunderts. 1874 gelang ihm die Erstbesteigung des 5642 m hohen westlichen Elbrus.
Über seine Erstbesteigung schrieb er ein Buch mit dem Titel The Frosty Caucasus, das 1875 veröffentlicht wurde.

## Erstbesteigungen
| Gipfel                 | Höhe | Seilschaft                                                      | Führer                                       | Datum           |
| ---------------------- | ---- | --------------------------------------------------------------- | -------------------------------------------- | --------------- |
| Dent d’Hérens          | 4171 | Reginald S. Macdonald, Montagu Woodmass und William Edward Hall | Melchior Anderegg und Peter Perren           | 12. August 1863 |
| Parrotspitze           | 4432 | Reginald S. Macdonald, Montagu Woodmass und William Edward Hall | Melchior Anderegg und Peter Perren           | 16. August 1863 |
| Zinalrothorn           | 4221 | Leslie Stephen                                                  | Jakob Anderegg und Melchior Anderegg         | 22. August 1864 |
| Aiguille de Bionnassay | 4052 | E. N. Buxton und Reginald S. McDonald                           | Jean-Pierre Cachat und Michel-Ambroise Payot | 28. Juli 1865   |
| Elbrus, Westgipfel     | 5642 | Frederick Gardiner und Horace Walker                            | Ahiya Sottaiev und Peter Knubel              | 1874            |

## Referenzen
- A. L. Mumm, The Alpine Club Register, (3 Bände, 1923–28)
- George Band, Summit: 150 years of the Alpine Club (2007)

| Personendaten    | Personendaten            |
| ---------------- | ------------------------ |
| NAME             | Grove, Florence Crauford |
| KURZBESCHREIBUNG | britischer Bergsteiger   |
| GEBURTSDATUM     | 1838                     |
| STERBEDATUM      | 1902                     |